# Ilha de Maracá
Ilha de Maracá är en ö i Brasilien.   Den ligger i kommunen Amapá och delstaten Amapá, i den norra delen av landet, 2 000 km norr om huvudstaden Brasília. Arean är 421 kvadratkilometer.
Terrängen på Ilha de Maracá är mycket platt. Öns högsta punkt är 36 meter över havet. Den sträcker sig 28,3 kilometer i nord-sydlig riktning, och 23,4 kilometer i öst-västlig riktning.
Omgivningarna runt Ilha de Maracá är en mosaik av jordbruksmark och naturlig växtlighet. Trakten runt Ilha de Maracá är nära nog obefolkad, med mindre än två invånare per kvadratkilometer.